# Sifangtai
Der Stadtbezirk Sifangtai (chinesisch 四方台区, Pinyin Sìfāngtái Qū) ist ein Stadtbezirk der bezirksfreien Stadt Shuangyashan in der nordostchinesischen Provinz Heilongjiang. Er hat eine Fläche von 185,5 km² und zählt 39.550 Einwohner (Stand: Zensus 2020). 